# 5859 Остоженка
5859 Остоженка (5859 Ostozhenka) — астероїд головного поясу, відкритий 23 березня 1979 року.
Тіссеранів параметр щодо Юпітера — 3,490.